# Tereza Petrovna Oldenburská

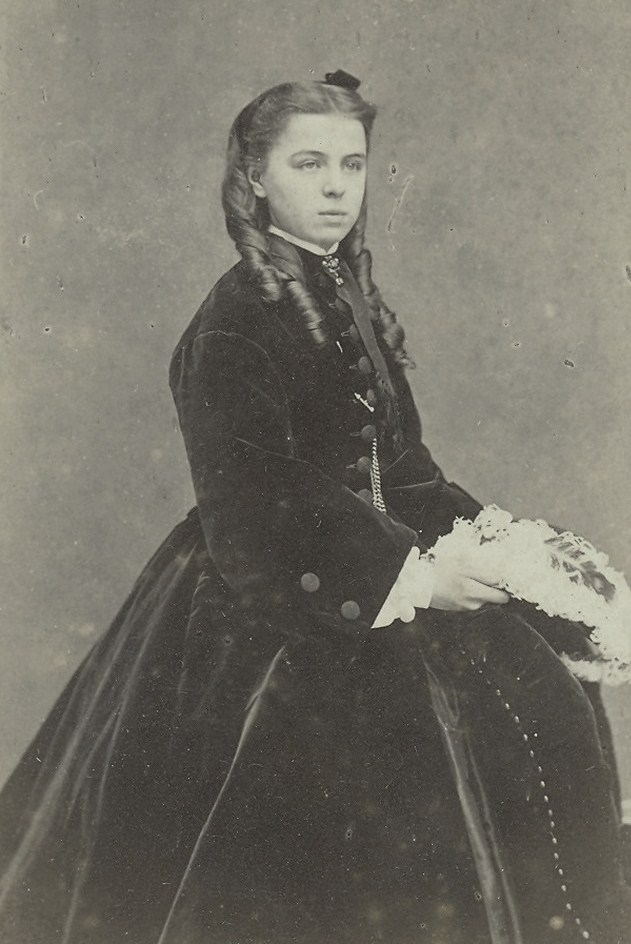

Tereza Petrovna Oldenburská (Tereza Vilemína Olga Frederika; 30. března 1852 Petrohrad – 19. dubna 1883 Petrohrad) byla nejmladší dcerou vévody Petra Oldenburského a jeho manželky Terezy Nasavsko-Weilburské. Sňatkem byla kněžnou Romanovskou.

## Manželství
12. května 1879 se sedmadvacetiletá Tereza provdala za stejně starého prince Jiřího Maxmilianoviče Romanovského, nejmladšího syna Maximiliana de Beauharnais, 3. vévody z Leuchtenbergu, a jeho manželky Marie Nikolajevny Ruské. Tereziin starší bratr Alexandr byl od roku 1868 ženatý s Jiřího starší sestrou Evženií. Úmrtími a morganatickými sňatky starších bratrů byl Jiří hlavou ruské větve rodu Beauharnais.
Tereziinou babičkou byla ruská velkokněžna Kateřina, dcera cara Pavla I., a její potomci vyrůstali v Rusku, až se nakonec plně "poruštili", stejně jako Jiřího vlastní rodina. Navzdory svému německému titulu tak vévodkyně Tereza a její sourozenci a předtím její otec vyrůstala v Rusku. Rodina vždy byla považována za součást ruské carské rodiny.

### Syn
Tereza měla s Jiřím jednoho syna, Alexandra Georgijeviče (13. listopadu 1881 - 26. září 1942), který se později objevil v mnoha novinách z roku 1909 poté, co se rozšířily fámy, že vstoupil do morganatického manželství s Američankou Marjorií Gouldovou. V roce 1912 bylo ohlášeno, že získal neochotný souhlas cara Mikuláš II., aby se oženil s bohatou prostou občankou Marriane Friedlander Fuldovou, ale pouze za podmínky, že by svazek byl považován za nerovný a žádný z jeho titulů nepřešel na jeho manželku nebo případné děti. Přestože byl Alexandr potomkem Evžena de Beauharnais (syn císařovny Joséphine), nebyl ani zdaleka bohatý, a sloužil jako kapitán husarů a pobočník cara. Byl však hlavním dědicem svého dědečka.
V roce 1917 se Alexandr morganaticky oženil s Naděždou Caralli a ztratil všechna svá práva a výsady. Později téhož roku, když byl ubytován u knížete Felixe Felixoviče Jusupova, byl Alexandr spolu se čtyřmi nebo pěti prominentními členy monarchické strany zatčen Bolševiky.

## Pozdější léta
Různé zdroje říkají o Jiřím, že byl pohledný, ale „hloupý a poněkud lítostivý jedinec“, i když tyto zprávy byly nejčastěji od jeho druhé manželky, princezny Anastázie Černohorské, o níž se při zařizování rozvodu s Jiřím široce hovořilo, že se chce rozvést, protože už nemůže žít s mužem „nesnesitelné hlouposti“.
V červenci 1881 pořádala britská záložní eskadra zábavy na palubě HMS Hercules, která byla umístěna v Kronštadtu. Oběda se účastnili Tereza s manželem, ruský car s carevnou a další významné osobnosti ruského i německého dvora.
Vévodkyně Tereza zemřela 19. dubna 1883 v rodném Petrohradě ve věku 31 let. Její manžel se o šest let později znovu oženil s princeznou Anastázií Černohorskou.

## Vývod z předků
|                             |                                         |  |                                    |                                                         |  |  |  |  |  |  |  | Jiří Ludvík Holštýnsko-Gottorpský |
|                             |                                         |  |                                    |                                                         |  |  |  |  |  |  |  |                                   |
|                             | Petr I. Oldenburský                     |  |                                    |                                                         |  |  |  |  |  |  |  |                                   |
|                             |                                         |  |                                    |                                                         |  |  |  |  |  |  |  |                                   |
|                             |                                         |  |                                    | Žofie Šarlota Šlesvicko-Holštýnsko-Sonderbursko-Beckská |  |  |  |  |  |  |  |                                   |
|                             |                                         |  |                                    |                                                         |  |  |  |  |  |  |  |                                   |
|                             | Jiří Oldenburský                        |  |                                    |                                                         |  |  |  |  |  |  |  |                                   |
|                             |                                         |  |                                    |                                                         |  |  |  |  |  |  |  |                                   |
|                             |                                         |  |                                    | Fridrich II. Evžen Württemberský                        |  |  |  |  |  |  |  |                                   |
|                             |                                         |  |                                    |                                                         |  |  |  |  |  |  |  |                                   |
|                             | Bedřiška Alžběta Württemberská          |  |                                    |                                                         |  |  |  |  |  |  |  |                                   |
|                             |                                         |  |                                    |                                                         |  |  |  |  |  |  |  |                                   |
|                             |                                         |  |                                    | Bedřiška Braniborsko-Schwedtská                         |  |  |  |  |  |  |  |                                   |
|                             |                                         |  |                                    |                                                         |  |  |  |  |  |  |  |                                   |
|                             | Petr Oldenburský                        |  |                                    |                                                         |  |  |  |  |  |  |  |                                   |
|                             |                                         |  |                                    |                                                         |  |  |  |  |  |  |  |                                   |
|                             |                                         |  |                                    | Petr III. Ruský                                         |  |  |  |  |  |  |  |                                   |
|                             |                                         |  |                                    |                                                         |  |  |  |  |  |  |  |                                   |
|                             | Pavel I. Ruský                          |  |                                    |                                                         |  |  |  |  |  |  |  |                                   |
|                             |                                         |  |                                    |                                                         |  |  |  |  |  |  |  |                                   |
|                             |                                         |  |                                    | Kateřina II. Veliká                                     |  |  |  |  |  |  |  |                                   |
|                             |                                         |  |                                    |                                                         |  |  |  |  |  |  |  |                                   |
|                             | Kateřina Pavlovna Ruská                 |  |                                    |                                                         |  |  |  |  |  |  |  |                                   |
|                             |                                         |  |                                    |                                                         |  |  |  |  |  |  |  |                                   |
|                             |                                         |  |                                    | Fridrich II. Evžen Württemberský                        |  |  |  |  |  |  |  |                                   |
|                             |                                         |  |                                    |                                                         |  |  |  |  |  |  |  |                                   |
|                             | Žofie Dorota Württemberská              |  |                                    |                                                         |  |  |  |  |  |  |  |                                   |
|                             |                                         |  |                                    |                                                         |  |  |  |  |  |  |  |                                   |
|                             |                                         |  |                                    | Bedřiška Braniborsko-Schwedtská                         |  |  |  |  |  |  |  |                                   |
|                             |                                         |  |                                    |                                                         |  |  |  |  |  |  |  |                                   |
| Tereza Petrovna Oldenburská |                                         |  |                                    |                                                         |  |  |  |  |  |  |  |                                   |
|                             |                                         |  |                                    |                                                         |  |  |  |  |  |  |  |                                   |
|                             |                                         |  | Karel Kristián Nasavsko-Weilburský |                                                         |  |  |  |  |  |  |  |                                   |
|                             |                                         |  |                                    |                                                         |  |  |  |  |  |  |  |                                   |
|                             | Fridrich Vilém Nasavsko-Weilburský      |  |                                    |                                                         |  |  |  |  |  |  |  |                                   |
|                             |                                         |  |                                    |                                                         |  |  |  |  |  |  |  |                                   |
|                             |                                         |  |                                    | Karolína Oranžsko-Nasavská                              |  |  |  |  |  |  |  |                                   |
|                             |                                         |  |                                    |                                                         |  |  |  |  |  |  |  |                                   |
|                             | Vilém Nasavský                          |  |                                    |                                                         |  |  |  |  |  |  |  |                                   |
|                             |                                         |  |                                    |                                                         |  |  |  |  |  |  |  |                                   |
|                             |                                         |  |                                    | Vilém Jiří z Kirchbergu                                 |  |  |  |  |  |  |  |                                   |
|                             |                                         |  |                                    |                                                         |  |  |  |  |  |  |  |                                   |
|                             | Luisa Isabela z Kirchbergu              |  |                                    |                                                         |  |  |  |  |  |  |  |                                   |
|                             |                                         |  |                                    |                                                         |  |  |  |  |  |  |  |                                   |
|                             |                                         |  |                                    | Isabela Augusta Reuss-Greiz                             |  |  |  |  |  |  |  |                                   |
|                             |                                         |  |                                    |                                                         |  |  |  |  |  |  |  |                                   |
|                             | Tereza Nasavsko-Weilburská              |  |                                    |                                                         |  |  |  |  |  |  |  |                                   |
|                             |                                         |  |                                    |                                                         |  |  |  |  |  |  |  |                                   |
|                             |                                         |  |                                    | Arnošt Fridrich III. Sasko-Hildburghausenský            |  |  |  |  |  |  |  |                                   |
|                             |                                         |  |                                    |                                                         |  |  |  |  |  |  |  |                                   |
|                             | Fridrich Sasko-Altenburský              |  |                                    |                                                         |  |  |  |  |  |  |  |                                   |
|                             |                                         |  |                                    |                                                         |  |  |  |  |  |  |  |                                   |
|                             |                                         |  |                                    | Ernestina Sasko-Výmarská                                |  |  |  |  |  |  |  |                                   |
|                             |                                         |  |                                    |                                                         |  |  |  |  |  |  |  |                                   |
|                             | Luisa Sasko-Hildburghausenská           |  |                                    |                                                         |  |  |  |  |  |  |  |                                   |
|                             |                                         |  |                                    |                                                         |  |  |  |  |  |  |  |                                   |
|                             |                                         |  |                                    | Karel II. Meklenbursko-Střelický                        |  |  |  |  |  |  |  |                                   |
|                             |                                         |  |                                    |                                                         |  |  |  |  |  |  |  |                                   |
|                             | Šarlota Georgina Meklenbursko-Střelická |  |                                    |                                                         |  |  |  |  |  |  |  |                                   |
|                             |                                         |  |                                    |                                                         |  |  |  |  |  |  |  |                                   |
|                             |                                         |  |                                    | Frederika Hesensko-Darmstadtská                         |  |  |  |  |  |  |  |                                   |
|                             |                                         |  |                                    |                                                         |  |  |  |  |  |  |  |                                   |